# Bellaco
Bellaco est une ville de l'Uruguay située dans le département de Río Negro. Sa population est de 243 habitants.

## Infrastructure
La route principale de la ville est la 25.

## Population
| Année | Population |
| ----- | ---------- |
| 1963  | 118        |
| 1975  | 73         |
| 1985  | 161        |
| 1996  | 89         |
| 2004  | 243        |

Référence,: